# 周政保 (文学研究家)
周政保（1948年5月20日—2025年5月7日），男，江苏常熟人，中国文学研究家、文艺批评家，曾任中国作家协会全国委员会委员，中国当代文学研究会理事，新疆报告文学研究会副会长。